# Nothotsuga
Nothotsuga (Нототсуга, кит.: 长苞铁杉 (chang bao tie shan )) — монотиповий рід хвойних рослин родини соснових. Представлений єдиним сучасним видом Nothotsuga longibracteata. Також описано викопний вид Nothotsuga sinogaia S.T.Ding et B.N.Sun, 2021.
Особливості роду Nothotsuga лежать приблизно між Tsuga і Keteleeria.

## Поширення, екологія
Країни проживання: Китай (Фуцзянь, Гуандун, Гуансі, Гуйчжоу, Хунань, Цзянсі). Росте на висоті від 300 до 2300(3200) м над рівнем моря як на червоних так і жовтих ґрунтах. Клімат від вологого і помірно-теплого до вологого і прохолодного, з річною кількістю опадів між 1000—2000 мм. Зустрічається у двох лісових формаціях. У вічнозелених широколистяних лісових формаціях в основному з твердолистими широколистими дерев, такими як Castanopsis, Lithocarpus, Quercus, і Fokienia hodginsii; в змішаних мезофільних лісах на височинах з Fagus sinensis, Tetracentron sinensis, Nyssa sinensis, Acer wilsonii, Davidia involucrata, Sorbus, і т. д. У вічнозелених широколистих лісах є поселення чисто Nothotsuga longibracteata і Tsuga chinensis. Екологічна ніша цього виду вважаються дуже вузькою.

## Морфологія
Дерево до 30 м у висоту і 100 см діаметром на рівні грудей. Кора темно-коричнева, повздовж розтріскана. Лиски з черешками 1–1,5 мм; голки розміром 11—20(24) × 1—2(2.5) мм, гладкі або слабо рифлені, вершини від гострих до трохи тупих. Насіннєві шишки червонуваті або червоні, достиглі темно-коричневі, розміром 2—5.8 × 1.2—2.5 см, зберігаються кілька років, потім розриваються повністю або розпадаються. Насіння трикутно-яйцеподібне, розміром 4—8 × 2.5—3 мм; крило довгасто-яйцеподібне, на вершині закруглене. Запилення відбувається у березні-квітні, насіння дозріває у жовтні.

## Використання
У Китаї цей вид вважається бажаним лісовим деревом для залісення. Його використання як деревини обмежене через рідкість. За межами Китаю рідко зустрічається в ботанічних колекціях. Кілька рослин цього виду є в Королівському ботанічному саду Единбурга і в інших місцях, хоча рослина дуже повільно і досить важко росте.

## Загрози та охорона
Цей вид вважається під загрозою зникнення, тому що він дуже рідкісний, незважаючи на його відносно широке розповсюдження. Великомасштабні вирубки зменшили кількість дерев. Лісозаготівлі в основному припинилися. Кілька популяції цього виду зустрічаються на охоронних територіях, але інші групи населення перебувають за межами таких. Китайський уряд випустив заборону на вирубку природних лісів, що повинно принести користь цьому виду.